# Anton Schwarz (Politiker)
Anton Schwarz (* 4. Mai 1872 in Zwettl an der Rodl, Oberösterreich; † 5. Dezember 1946 ebenda) war ein österreichischer Politiker (CSP).

## Leben
Anton Schwarz, der Sohn eines Gastwirts aus Zwettl an der Rodl, besuchte nach der Volksschule die Unterrealschule in Linz. Seinen Militärdienst absolvierte er von 1893 bis 1894 bei den Kaiserjägern in Schwaz in Tirol. Nach seiner Rückkehr nach Zwettl übernahm er den Gasthof seiner Eltern.
1897, im Alter von erst 25 Jahren, wurde Anton Schwarz zum Bürgermeister von Zwettl gewählt. Er war danach 22 Jahre lang, bis 1919, in dieser Funktion tätig. Unter seiner Ägide wurde die Rodl und der Distlbach reguliert, die in Zwettl immer wieder schwere Hochwasserschäden verursachen; auch wurde in Zwettl ein neues Schulgebäude der Marktgemeinde errichtet sowie die Straße nach Geng und Oberneukirchen neu angelegt.
1909 zog Schwarz als Abgeordneter in den Oberösterreichischen Landtag ein, dem er bis 1925 angehören sollte. Landeshauptmann Johann Nepomuk Hauser rief Schwarz auch in seine Landesregierung, in welcher dieser von 1922 bis 1925 für das Wirtschaftsressort zuständig war.
Neben seinen politischen Tätigkeiten gehörte Schwarz auch verschiedenen Gremien an, war so unter anderem Landesrats-Kommissar der Landeshypothekenanstalt und Vizepräsident des Katholischen Volksvereins für Oberösterreich.
Im Juli 1925 übernahm Schwarz sein letztes politisches Mandat, als er als Mitglied des Bundesrats in Wien einzog. Nach seinem Ausscheiden aus der zweiten österreichischen Parlamentskammer, im Mai 1931, zog er sich ins Privatleben zurück.
Am 12. Juni 1915 wurde er zum Ehrenbürger von Zwettl an der Rodl ernannt. Vom Staat erhielt Anton Schwarz am 25. Jänner 1917 das Goldene Verdienstkreuz mit der Krone und am 11. August 1931 das Goldene Ehrenzeichen für Verdienste um die Republik Österreich.